# Batalla d'Arrècium
La batalla d'Arrècium va tenir lloc a Arrècium l'any 284 aC entre la República Romana i algunes tribus celtes, principalment els sènons i els bois. El cònsol Luci Cecili Denter era el comandant de l'exèrcit romà.
Els gals van guanyar la batalla, destruint l'exèrcit romà i matant Cecili i set tribuns militars. La victòria celta obria el camí pel restabliment de la coalició entre els celtes, els etruscs i els umbres contra Roma i va donar lloc a la invasió celta de l'any 283 aC. Hi ha molta confusió sobre la data de la batalla i la posició militar del comandant romà, Cecili. Hi ha tres versions de la batalla: la que dona Polibi, la dels annalistes (Luci Anneu Flor, Eutropi, Pau Orosi) i la d'Appià.